# Bis das Blut gefriert
Bis das Blut gefriert ist ein US-amerikanisch-britischer Gruselfilm aus dem Jahr 1963 von Robert Wise. Er basiert auf dem Roman Spuk in Hill House von Shirley Jackson.

## Handlung
Dr. John Markway, Professor für Anthropologie und Parapsychologie, berichtet über die Geschichte des berüchtigten Landsitzes „Hill House“, das seit nunmehr 90 Jahren irgendwo in Neuengland steht. Für seine Frau im 19. Jahrhundert von dem wohlhabenden Hugh Crain erbaut, stirbt diese jedoch wenige Minuten, bevor sie das Haus das erste Mal sieht, bei einem Kutschunfall. Auch Crains zweite Ehefrau stirbt unter mysteriösen Umständen in dem düsteren Haus, als sie eine Treppe herunterstürzt. Daraufhin geht Crain nach England, lässt seine Tochter Abigail jedoch in Hill House zurück, wo sie ihr Leben verbringt, ohne je ihr Kinderzimmer zu verlassen. Als alte Frau von einem jungen Mädchen aus dem Dorf betreut, stirbt Abigail eines Nachts, während sich das Mädchen angeblich mit einem Jungen vergnügt und auf die Stockschläge an die Wand nicht reagiert. Das Mädchen erbt das Haus, erhängt sich aber Jahre später an der Spitze der Wendeltreppe in der Bibliothek des Hauses.
Jetzt, viele Jahre später, überzeugt Markway die Erbin des Hauses davon, ihm den Landsitz für eine Weile zu überlassen, um dort ein Experiment durchzuführen. Er will die Existenz des Übernatürlichen nachweisen. Dazu hat er verschiedene psychisch empfängliche Leute eingeladen.
Eine davon ist Eleanor Lance, eine verblühte Jungfer, die bis vor kurzem aufopferungsvoll ihre kranke Mutter gepflegt hat. Nach dem Tod der Mutter wohnt Eleanor bei ihrer Schwester mehr schlecht als recht und sieht in der Einladung eine bedeutende Chance, ihr Leben zu ändern. Auf dem Anwesen angekommen, wird Eleanor aber ein frostiger Empfang bereitet. Dudley, der Hausmeister, versucht sie am Tor der Einfahrt zum Anwesen abzuschrecken. Viel größer ist jedoch ihr Entsetzen beim ersten Anblick des Hauses, ein weitläufiges Monstrum von einem düsteren, ja bedrohlich wirkenden Bauwerk, das, wie Eleanor befürchtet, sie beobachtet. Im Haus wird sie von der Hauswirtschafterin Mrs. Dudley empfangen, die kühl und gleichzeitig etwas verrückt darauf hinweist, dass das Ehepaar im Dorf wohnt und dass „niemand da sein wird, wenn Sie schreien … in der Nacht … in der Dunkelheit!“
Vom Verlassen des Hauses bringt Eleanor die Ankunft eines weiteren Gastes ab: Die forsche Theodora geht mit bissigem Witz und einigen verbalen Spitzen gegen die seltsame Hausdame und das überladen, eng und düster wirkende Gebäude vor. Dabei fällt auf, dass Thea offenbar Dinge über Eleanor weiß, ohne dass diese sie erwähnt hatte. Bei einem ersten Rundgang verirren die beiden Frauen sich prompt, und erstmals spüren beide eine ungewöhnliche Kälte und fremde Präsenz im Haus, die sie angeblich belauert. Als sich Panik breit macht, erscheint plötzlich Markway und führt sie in lichtere Gemächer. Er erklärt ihnen, dass Hill House im wörtlichen Sinne „schräg“ zu nennen ist, es gibt offenbar keinen einzigen rechten Winkel im ganzen Haus, weswegen sich auch Türen ohne Hilfe öffnen und schließen.
Markways charmante Art macht auf Eleanor Eindruck, worauf Thea leicht eifersüchtig reagiert. Im Speisezimmer lernen sie schließlich den letzten Gast kennen, den jungen Luke Sanderson, einen Verwandten der derzeitigen Hausbesitzerin. Luke ist ein hinreichend charmanter, wenn auch hauptsächlich am Geld interessierter Windhund, der dem ganzen Unternehmen mit offensichtlichem Spott begegnet. Beim anschließenden Essen erfährt man, dass alle anderen Kandidaten für das Experiment abgesagt haben, und Markway erklärt den zwei Frauen, weswegen gerade sie ausgewählt wurden. Eleanor leugnet jedoch das Polterphänomen, dem sie als Kind unterlegen gewesen sein soll, hartnäckig. Markway zweifelt erstmals seine Personenwahl an, doch Eleanor ist fest entschlossen, in der Gruppe zu bleiben, da sie so etwas wie eine neue Familie und das Haus ein neues Heim darstellt.
In der ersten Nacht im Haus wird Eleanor dann von einem fernen Pochen geweckt, das sie für das Klopfen ihrer Mutter hält. Thea und sie geraten in Panik, vor allem als etwas Unbekanntes mit Urgewalt gegen ihre Zimmertür schlägt. Schleifgeräusche sind hörbar, und etwas versucht, den Türknopf zu bewegen. Erst als der „Spuk“ vorbei ist, können sie Kontakt mit Luke und Markway aufnehmen, die von allem nichts bemerkt haben, weil sie einen Hund oder etwas Ähnliches im Garten verfolgt haben. Markway befürchtet, dass das Haus sie trennen will.
Am nächsten Morgen ist Eleanor durch nichts davon abzubringen, in Hill House zu bleiben. Sie ist überzeugt, dass etwas geschehen muss, das ihr Leben verändert. Kurz darauf findet sich an einer Korridorwand eine mit Kreide geschriebene Nachricht: „Help Eleanor come home!“ Eleanor wird hysterisch und beschuldigt die anderen, Verfasser der Nachricht zu sein, und kann nur mit Mühe beruhigt werden. Bei der weiteren Erkundung des Hauses findet man einen Wintergarten, in dem eine große Gruppenskulptur steht, die man als eine Art Familienbildnis bespöttelt, Eleanor geht jedoch spielerisch darauf ein und tanzt versunken mit dem imaginären Hausbesitzer.
Kurz darauf will man auch die Bibliothek erkunden, doch der abgestandene Geruch erinnert Eleanor an das Krankenzimmer ihrer Mutter, und sie weigert sich, den Raum zu betreten. Er wird beherrscht von einer gigantischen düsteren Wendeltreppe, die sich als wackelig und baufällig erweist. Währenddessen fantasiert Eleanor über den Tod der Betreuerin und fällt beinahe vom Balkon, Markway kann sie im letzten Moment retten. Erneut will er sie wegschicken, entscheidet sich dann aber wegen des Experiments dagegen. Zur Sicherheit sollen die Frauen jedoch die Nacht zusammen verbringen. Thea versucht, etwas über Eleanor zu erfahren, doch die flunkert ihr etwas über ihr nicht existentes neues Leben vor. Am späten Abend entdeckt man vor Abigails Kinderzimmer, das stets verschlossen ist, noch einen kalten Fleck, den niemand erklären kann.
Zur Schlafenszeit geraten die Frauen in eine Streiterei, nicht zuletzt, weil Theas telepathisches Talent Eleanors Erzählungen Lügen straft. In der Dunkelheit hört Eleanor jedoch unerklärliche Geräusche. Ein Kind weint und schluchzt, eine monotone Stimme memoriert einen religiösen Singsang, in der Wandtapete, so scheint es, zeichnet sich ein Gesicht ab. In heilloser Angst glaubt Eleanor, dass die ebenso verängstigte Thea ihr die Hand hält und letztendlich zerdrückt, bis sie es nicht mehr aushält und schreiend aufspringt. Doch als das Licht angeht, liegt Thea im Bett und Eleanor auf einem entfernten Diwan. Erschüttert fragt Eleanor, wessen Hand sie die ganze Zeit gehalten hat.
Am Morgen darauf will Markway Eleanors Angst dahingehend entkräften, dass keine reelle Bedrohung vorlag, doch sie ergibt sich dem Komplex, am Tode ihrer Mutter schuld zu sein, weil sie nicht auf deren Klopfsignale gehört hat. Als er sie beruhigen will, ist sie nah daran, ihm ihre Gefühle zu offenbaren, aber Markway ist zu sehr seiner Arbeit verhaftet. Stattdessen zieht Thea sie für ihre Lügen auf. In diesem Moment kommt eine neue Besucherin in Hill House an: Grace Markway, seine Ehefrau. Sie hält die Arbeit ihres Mannes für lächerlich und soll nach seinem Willen sofort wieder abreisen, doch Eleanor reizt sie mit der Erwähnung des Kinderzimmers als das „Spukzimmer“ des Hauses. Tatsächlich steht die Tür des Zimmers überraschenderweise plötzlich offen – Grace wird die Nacht dort verbringen.
Alle übrigen beordert Markway für die Nacht in den Salon; Luke bleibt als Wache vor dem Kinderzimmer zurück. Als er sich in der Nacht für einen Schluck Whisky in den Salon schleicht, schlägt die Tür zu, und die vier hören erneut die Geräusche aus der ersten Nacht. Wieder schlägt etwas gegen die Tür, welche sich nach innen wölbt, als würde sie atmen. Dann entfernen sich die Geräusche in Richtung Kinderzimmer, was Markway alarmiert. Ein Durcheinander über die Vorgehensweise entsteht, in deren Verlauf sich Eleanor von den anderen absondert. Nachdem sie bei Markway keine Chancen mehr sieht, ergibt sie sich dem Willen des Hauses, dem sie sich zugehörig fühlt. Sie besteigt sogar die alte Wendeltreppe in der Bibliothek, von der sie Markway unter Lebensgefahr retten muss. Just als sie heruntersteigen will, sieht sie die verängstigte Grace durch eine Falltür schauen und erschrickt fast zu Tode.
Markway organisiert nun eine schnelle Abreise für Eleanor, obwohl Grace immer noch nicht gefunden ist. Eleanor ist dagegen und weigert sich, ihr neues „Heim“ zu verlassen. Als die Freunde einen Augenblick unaufmerksam sind, startet sie den Wagen und fährt los. Noch auf dem Grundstück sieht sie eine schemenhafte Gestalt und steuert den Wagen gegen den Baum, unter dem schon die erste Mrs. Crain starb. Als man sie birgt, ist sie bereits tot, und Grace taucht im Park auf. Möglicherweise war sie die Gestalt. Das Haus hat, was es wollte. Luke kommentiert den Anblick des düsteren Gemäuers mit den Worten: „Bis auf den Grund niederbrennen. Und die Erde mit Salz bestreuen.“

## Rezeption
Bis das Blut gefriert gehört zu den bekanntesten Horror- bzw. Gruselfilmen. Während in diesem Genre oftmals mit visuell gezeigter Übersinnlichkeit (Geister, Monster, Vampire) oder mit Gewalteffekten versucht wird, Schrecken zu erzeugen, hat sich Regisseur Robert Wise bei diesem Film darauf konzentriert, durch den Verzicht auf sichtbare Monster (das Haus selbst ist das Böse) und auf visuelle Effekthascherei, stattdessen durch Konzentration auf Atmosphäre und Stimmung eine untergründige Angst zu erzeugen. Dies erreicht er vor allem durch innovative Kameraführung („Subjektivierung“) und Schnitttechnik (häufige Perspektivenwechsel) sowie durch eine ruhige Tonkulisse, die in entscheidenden Momenten in den Vordergrund tritt. So hört man immer wieder die Gedanken von Eleanor als gespenstischen inneren Monolog.
Der Schriftsteller Stephen King beschrieb die Verfilmung des, wie er schreibt, „hervorragenden Romans“ als klassisches Beispiel für die Art von Horrorfilmen, bei denen der im Raum stehende und die Spannung und Angst steigernde Horror selbst nicht gezeigt wird; die metaphorische „Tür“, hinter der das Grauen versteckt ist, wird „nicht geöffnet“. Für King ist „das Interessante hier, dass wir niemals zu Gesicht bekommen, was nun eigentlich in Hill House spukt“, trotz „einer ständig eskalierende[n] Reihe von Schrecknissen“. Dadurch wird der Film für ihn aufgrund der vielfältigen angsteinflössenden Geräusche „trotz der guten Schauspieler, der gekonnten Regie und der hervorragenden Schwarz-Weiß-Fotografie von David Boulton einer der wenigen Radiohorrorfilme der Welt.“
Laut dem Lexikon des internationalen Films handelt es sich um einen „im Bereich der Spezialeffekte für die Entstehungszeit überdurchschnittlichen Gespensterfilm.“

## Produktion

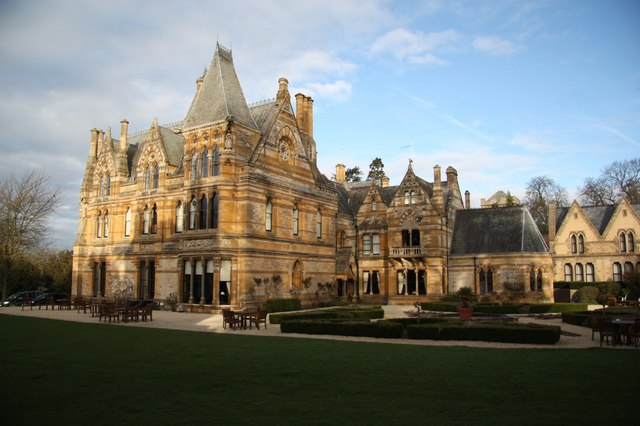
Ettington Park

Die Außenaufnahmen entstanden auf dem englischen Anwesen Ettington Park, das inzwischen ein Hotel ist. Die Innenaufnahmen wurden in den MGM British Studios in Borehamwood gedreht.
Hauptdarstellerin Julie Harris versuchte während der Dreharbeiten, jede freundschaftliche Beziehung zu Claire Bloom zu unterbinden, da sie sich so besser in ihre Rolle als exzentrische Person hineinversetzen konnte. Erst nach Beendigung des Films entschuldigte sich Harris für dieses Verhalten bei Bloom und nannte ihr den Grund.
Die Kostüme, die Claire Bloom im Film trägt, wurden von Mary Quant entworfen.

## Nachwirkung
1999 kam Das Geisterschloss in die Kinos, ein freies Remake von Bis das Blut gefriert. Die 2018 erschienene Netflix-Serie Spuk in Hill House basiert ebenfalls auf der Romanvorlage von Shirley Jackson und orientiert sich wieder stärker am Originalfilm – sogar einzelne Dialogzitate („Wessen Hand hab ich gehalten?“) wurden in die Serie mit übernommen.